# Clevedon
Clevedon angol tengerparti város Délnyugat-Anglia régióban. Az Egyesült Királyság 2011-es népszámlálása a lakosságát 21 281 főre becsülte, 2019-ben a becsült népesség 21 442 fő volt. A Severn torkolata mentén fekszik, alacsony hegyek között, amelyek közé tartozik a Church Hill és a Wain's Hill (tetején egy vaskori földvár maradványaival), a Dial Hill, a Strawberry Hill, a Castle Hill, a Hangstone Hill és a Court Hill, melyen pleisztocénkori lelőhelyeket tártak fel. A település már az 1086-os Domesday Bookban is szerepel; a viktoriánus korszakban kedvelt tengerparti üdülőhely volt, a 20. században pedig Bristol agglomerációjának egyik alvóvárosa lett.

## Látnivalók, létesítmények
A tengerparton díszkertek, viktoriánus stílusú építmények és más látnivalók sorakoznak. A Salthouse Field területén egy kisvasút fut, ahol nyaranta szamaragolásra is van lehetőség. A part néhol kavicsos föveny, máshol sziklás, egy régi kikötővel a város nyugati szélén. Az 1869-ben megnyílt Clevedon Pier a viktoriánus stílusban épült mólók egyik legkorábbi fennmaradt példája. 1970. október 17-én két külső íve egy rutin biztosítási terhelési teszt során összeomlott, a helyreállított építményt csak 1989. május 27-én nyitották meg újra. További nevezetességei: a Walton Castle, a Clevedon Court, az Óratorony és a Curzon mozi épülete. Gazdaságát főleg könnyűipari vállalatok jelenléte jellemzi, melyek jelentős részének telephelyei az M5-ös autópálya csomópontja közelében találhatók. A város oktatási, vallási és kulturális intézményeknek és sportkluboknak is otthont ad.

## Története

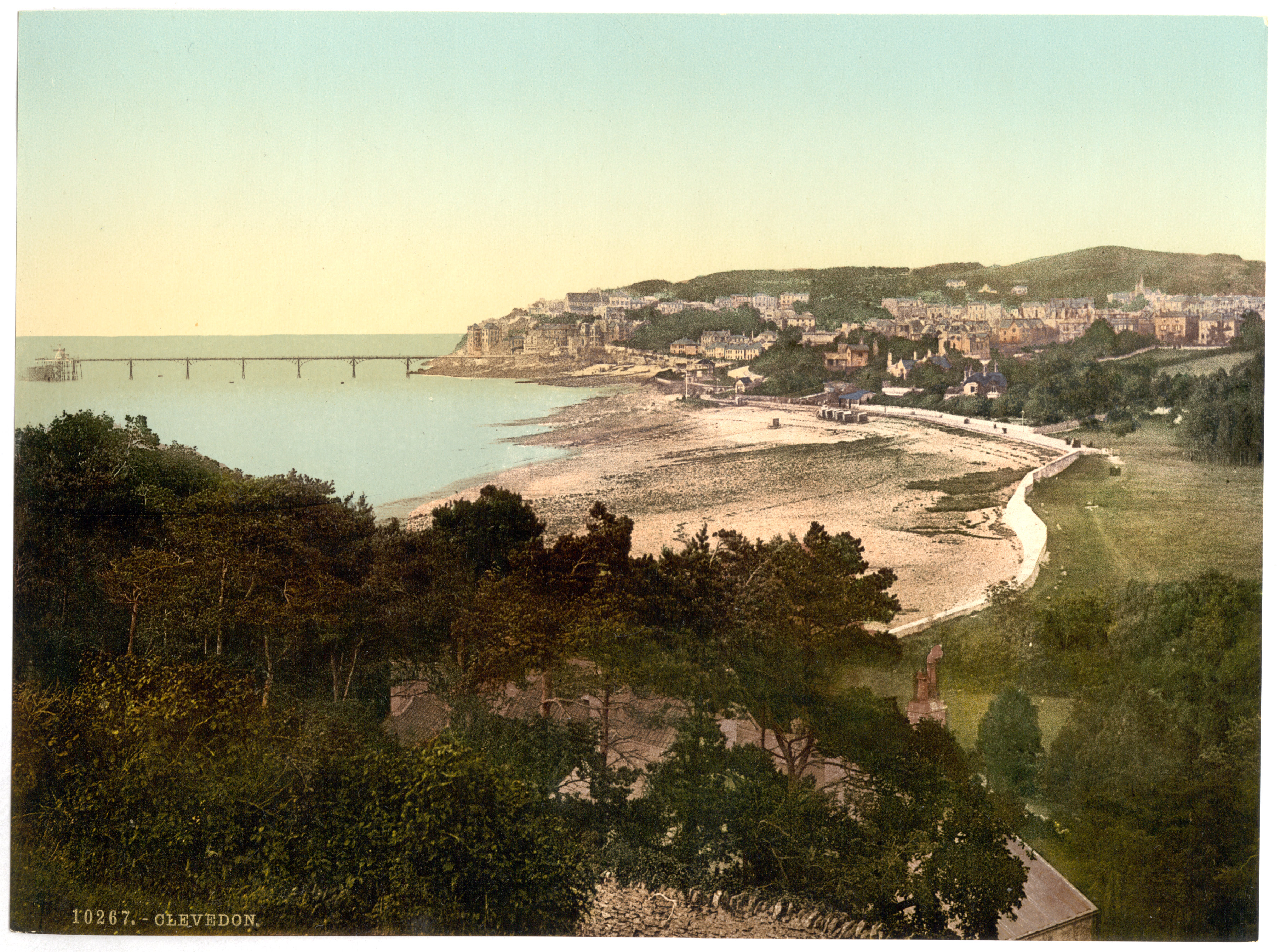
Clevedon 1900 körül

Clevedon neve óangol eredetű, a cleve jelentése "hasadás" vagy "hasadék", a "don" jelentése pedig "domb". A várostól körülbelül egy mérföldre délnyugatra emelkedő Wain's Hillen egy vaskori erőd maradványai találhatók. Az erődöt egy délről és északról meredek, természetes lejtő határolja, keletről pedig két sánca húzódik.
Az 1086-os Domesday Book Clevedont Matthew of Mortaigne birtokaként említi, nyolc jobbággyal és tíz kisbirtokossal.
A viktoriánus korszakban Clevedon mezőgazdasági településből népszerű tengerparti üdülőhellyé változott.

## Földrajza

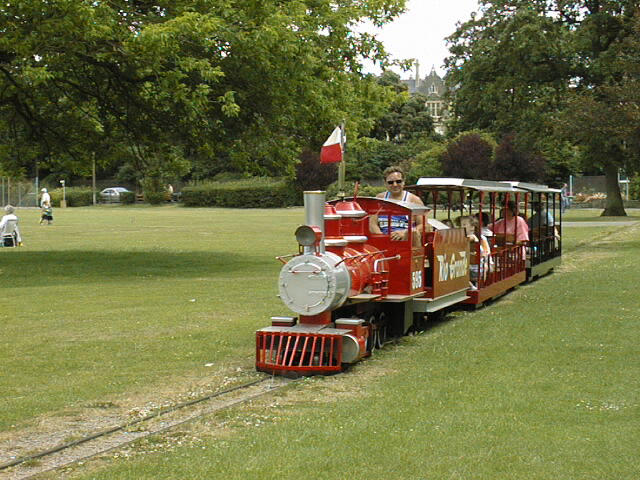
Salthouse Fields

Clevedon a Bristoli-csatornába csatlakozó Severn torkolata közelében fekszik a tengerparton, hét kisebb hegy gyűrűjében, illetve házai, utcái egy részével azok lejtőire felkapaszkodva. Ezek: a Church Hill, a Wain's Hill (csúcsán vaskori erődítés maradványaival), a Dial Hill, a Strawberry Hill, Castle Hill, a Hangstone hill és a geológiailag is jelentős Court Hill.
Tiszta időben remekül kivehetők a tölcsértorkolat túlsó partján Dél-Wales dombvonulatai, illetve kedvező látási viszonyok között látszik a Bristoli-csatorna két nagyobb szigete, a Steep Holm és a Flat Holm is. A dagályszint és az apályszint közti különbség a csatornában és Severn-torkolatban igen jelentős, elérheti a 14,5 métert (48 lábat) is. aminél szerte a világon csak a Kanada keleti partjainál található Fundy-öbölben mérnek magasabb értékeket.

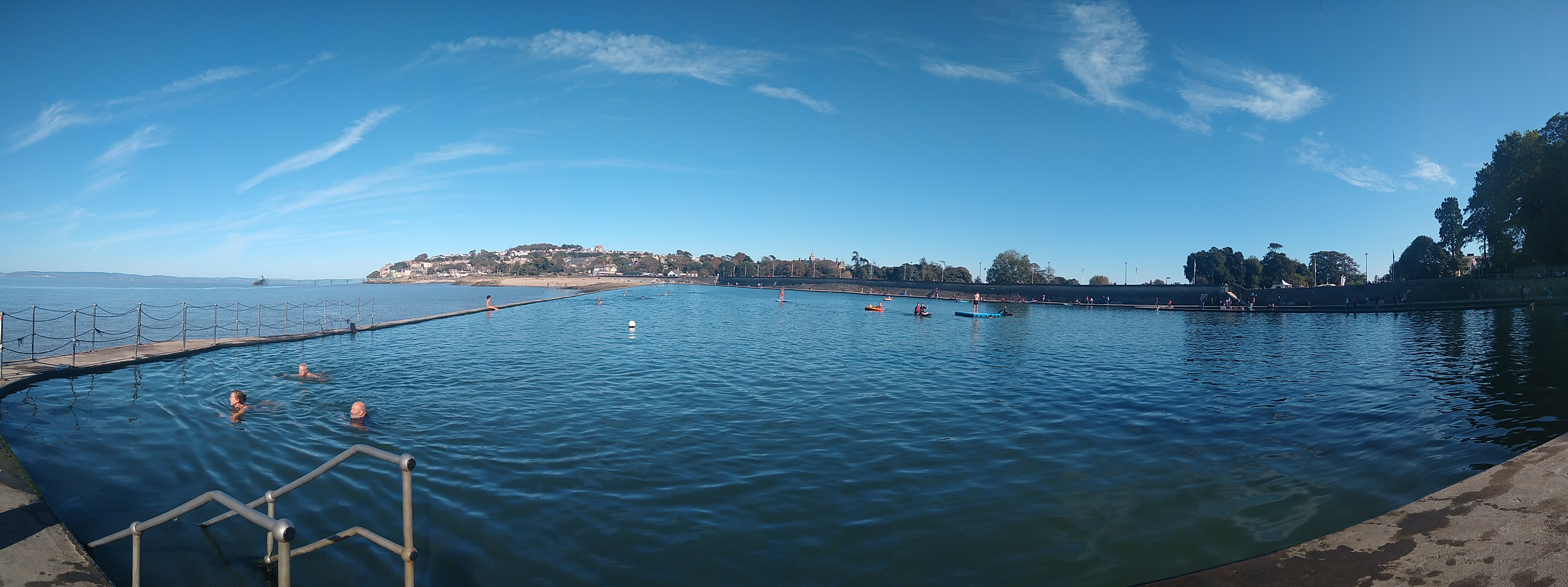
A Marine Lake

A tengerpart közelében díszkertek, viktoriánus stílusú építmények, bowling-, tenisz- és golfpályák, illetve egyéb szórakozási célú létesítmények találhatók. A Marine Lake, amelyet a viktoriánus korban alakítottak ki egyfajta sós vizű úszómedenceként, csónakázásra is alkalmas, sőt évente egyszer kisebb fesztivált is tartannak itt, ahol az emberek új vizes sportágakat próbálhatnak ki. A Salthouse Field területén egy kisvasút is található, ahol nyaranta szamaragolásra is van lehetőség.
A városi partszakaszokon kavicsos fövenyek és sziklásabb, szirtesebb részek is találhatók, a régi kikötő a település nyugati szélén alakították ki, a Land Yeo folyó torkolatánál. A Clevedon Shore nevű sziklás partszakasz geológiailag különleges helynek számít. Ez a móló közelében egy vegyes ásványi konglomerátummal kitöltött, kelet-nyugati irányú törés a dolomit alapkőzetben, ahol számos ásványféleség figyelhető meg és gyűjthető. A leggyakoribbak ezek közül a néhol krémszínű, máskor inkább rózsaszínű barit- és a különféle szulfidkristályok, de azonosítottak itt már hematitot, piritet és kalkopiritet, tennantitot (rézarzenit), galenitet, tetraedritet (rézantimonit), bornitot (rézvasszulfid), markazitot, enargitot és szfaleritot is. Előfordul az utóbbi másodlagos átalakulásával létrejövő idait, kovellit és más réz-szulfid anyagú kristályforma is.
A Költők útja (Poets' Walk) egy kirándulási útvonal a Wain's Hill és a Church Hill körül, a tengerparttól délnyugatra. A felsőváros térségében számos más turistaút, sétaút is található, leginkább a 19. században kialakított parkokon és erdős területeken. A Költők útja név azon jeles irodalmi szereplők emlékét őrzi, akik az idők során megfordultak Clevedonban, a legismertebbek közülük Coleridge, aki 1795-ben és Tennyson, aki 1834-ben járt itt. A Church Hill és a Wain's Hill területének egy része helyi jelentőségű természetvédelmi terület, ahol meszes sziklagyepek, part menti bozótos és erdős élőhelyek is találhatók.

### Éghajlata

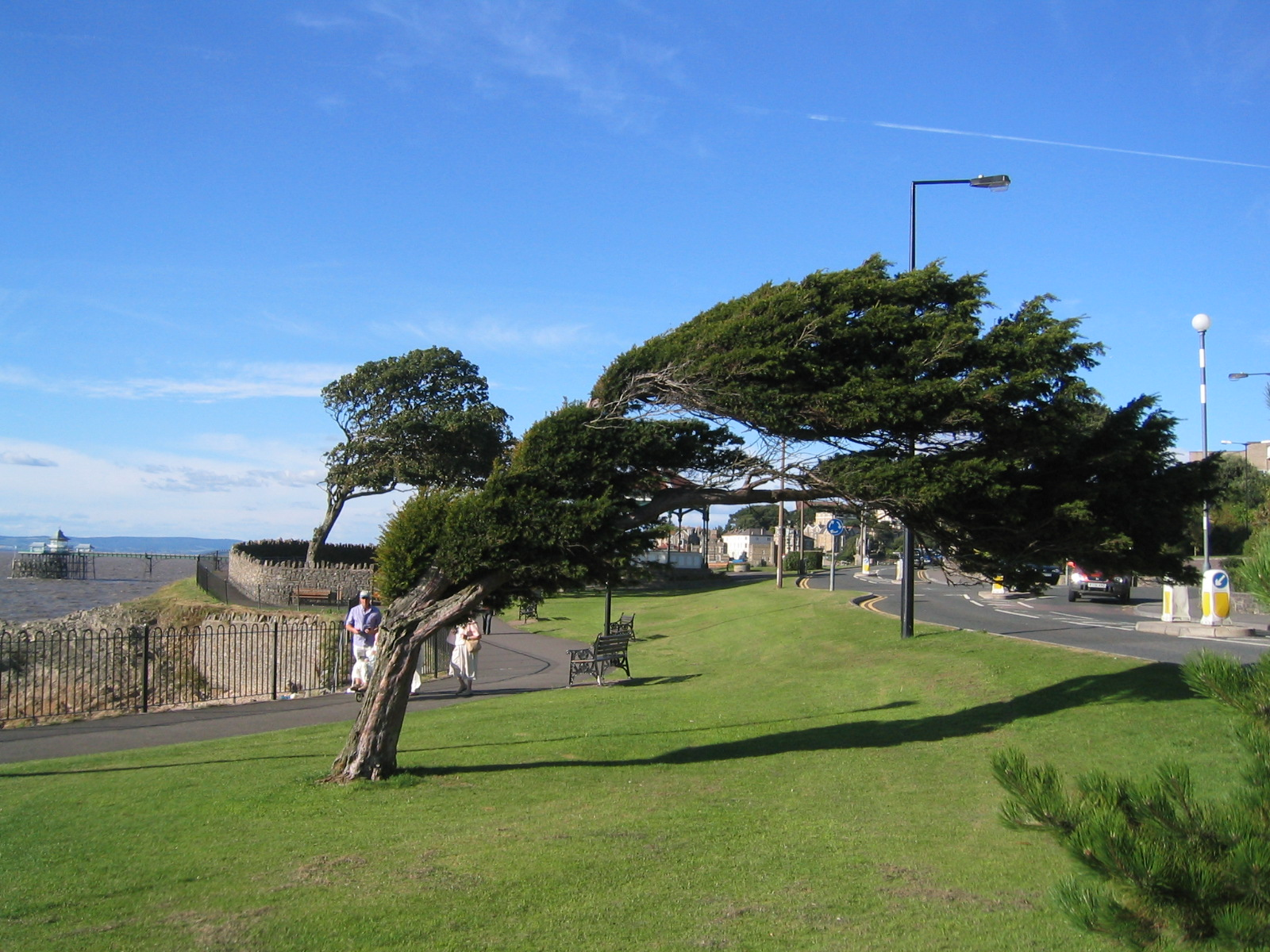
Az állandó széltől deformálódott koronájú fa a tengerparton

Clevedon éghajlata, csakúgy, mint Délnyugat-Anglia más részeié is, mérsékelt, jellemzően nedvesebb és enyhébb, mint az ország más területeié. Az évi átlaghőmérséklet 10 °C körül alakul, az éves hőingadozás a tenger közelsége miatt alacsonyabb, mint az Egyesült Királyság legtöbb más vidékén. A legmelegebb hónapok a július és az augusztus, amikor a napi átlag hőmérsékleti maximumok 21 °C körül alakulnak, míg telente a napi átlag hőmérsékleti minimumokat jellemzően 1-2 °C táján mérik. Nyaranta az Azori-szigetek felől érkező magas nyomású légtömegek hatására gyakran alakul ki konvekciós felhőzet, ami csökkenti a napsütéses órák számát. Ebből is fakadóan a napsütéses órák évi átlagos száma valamelyest elmarad a térség átlagának mondható 1600 órás értéktől. Ősszel és télen az esőzések az alacsony nyomású atlantikus légtömegekből alakulnak ki, melyek ezen időszakban a legaktívabbak. Nyáron a csapadék nagy részét az okozza, hogy a nap felmelegíti a talajt, ami légáramláshoz, záporokhoz és zivatarokhoz vezet. Az évi átlagos csapadékmennyiség körülbelül 700 mm, ezen belül átlagosan 8-15 között alakul a havazásos napok száma. A legnagyobb szélsebességek november és március között mérhetők, júniustól augusztusig csak enyhe szelek jellemzőek. Az uralkodó szélirány délnyugati.

## Közlekedés
Vasútvonal nem érinti, a legközelebbi vasúti csatlakozási lehetőséget Yatton vasútállomása kínálja, a Great Western Railway Bristol–Exeter-vasútvonalán. Korábban – 1847-től – Yattontól egy 5,6 kilométeres szárnyvonal vezetett Clevedonba, de azon már a második világháború utáni időszakban erős csökkenésnek indult a forgalom. 1963 nyarán megszűnt a szakaszon az áruszállítás, három évvel később pedig a személyforgalom is, a vonalat 1966. október 3-ával bezárták. Az egykori clevedoni állomás helyén ma a Queen's Square elnevezésű, az 1980-as években épült bevásárlóközpont található. A vonalszakasz vágányait az 1980-as évekre teljesen felszedték, s azóta az egykori nyomvonal városon belüli területének jelentős része beépült.

## Ismert személyek
- Edward Tyson (1651–1708) orvos, a modern összehasonlító anatómia úttörője.[19]
- Samuel Taylor Coleridge (1772–1834) író, Hartley Coleridge apja a nászútját töltötte Clevedonban.[20]
- Jane Euphemia Saxby (1811-1898) költő[21]
- Hartley Coleridge (1796–1849) író, Samuel Taylor Coleridge fia[22]
- Arthur Hallam (1811–1833) költő itt nyugszik.[23]
- Sir Arthur Elton (1818–1884) politikus, lokálpatrióta[24]
- Emma Jane Guyton (1825–1887, született Worboise) regényíró és szerkesztő itt halt meg.[25]
- Frances Freeling Broderip (1830–1878) gyerekkönyvszerző itt halt meg.[26]
- Edward Raymond Turner (1873–1903), a színes filmezés egyik kifejlesztője[27]
- Sir Arthur Elton (1906–1973), a dokumentumfilm-készítés egyik úttörője[28]
- Jan Morris (1926–2020) író, útikönyvszerző, aki a The Times újságírójaként részt vett a Mount Everestet elsőként meghódító 1953-as expedícióban[29]
- Bob Anderson (1947) profi darts-játékos, világbajnok[30]
- Sir Clive Cowdery (1963) üzletember[31]
- Brady Haran (1976) YouTube video producer a városban él.[32]
- John Pitts (1976) zeneszerző, tanár sok éve át tanított a városban
- Kate Reed (1982) hosszútávfutó[33]
- Tuppence Middleton (1987) színművész Clevedonban nőtt fel.[34]
- Luke Spiller (1988) rockzenész, énekes ugyancsak a városban nevelkedett.[35]
- Jack Butland (1993) futballista, a Stoke City FC kapusa[36]

## Fordítás
Ez a szócikk részben vagy egészben  a   Clevedon című angol Wikipédia-szócikk fordításán alapul.  Az eredeti cikk szerkesztőit annak laptörténete sorolja fel. Ez a jelzés csupán a megfogalmazás eredetét és a szerzői jogokat jelzi, nem szolgál a cikkben szereplő információk forrásmegjelöléseként.